# Лафаєтт (Міннесота)
Лафаєтт (англ. Lafayette) — місто (англ. city) в США, в окрузі Ніколлет штату Міннесота. Населення — 492 особи (2020).

## Географія
Лафаєтт розташований за координатами 44°26′50″ пн. ш. 94°23′36″ зх. д. / 44.44722° пн. ш. 94.39333° зх. д. (44.447162, -94.393287).  За даними Бюро перепису населення США в 2010 році місто мало площу 2,99 км², уся площа — суходіл. В 2017 році площа становила 3,26 км², уся площа — суходіл.

## Демографія
Згідно з переписом 2010 року, у місті мешкали 504 особи в 218 домогосподарствах у складі 131 родини. Густота населення становила 169 осіб/км².  Було 244 помешкання (82/км²).
Расовий склад населення:
| - 97,8 % — білих - 0,2 % — корінних американців - 0,2 % — азіатів - 1,2 % — осіб інших рас |

До двох чи більше рас належало 0,6 %. Частка іспаномовних становила 2,4 % від усіх жителів.
За віковим діапазоном населення розподілялося таким чином: 27,0 % — особи молодші 18 років, 58,3 % — особи у віці 18—64 років, 14,7 % — особи у віці 65 років та старші. Медіана віку мешканця становила 36,9 року. На 100 осіб жіночої статі у місті припадало 97,6 чоловіків;  на 100 жінок у віці від 18 років та старших — 92,7 чоловіків також старших 18 років.
Середній дохід на одне домашнє господарство  становив 56 819 доларів США (медіана — 49 286), а середній дохід на одну сім'ю — 64 327 доларів (медіана — 57 841). Медіана доходів становила 42 656 доларів для чоловіків та 27 344 долари для жінок. За межею бідності перебувало 4,0 % осіб, у тому числі 0,0 % дітей у віці до 18 років та 6,0 % осіб у віці 65 років та старших.
Цивільне працевлаштоване населення становило 285 осіб. Основні галузі зайнятості: освіта, охорона здоров'я та соціальна допомога — 26,3 %, виробництво — 16,5 %, оптова торгівля — 11,6 %, фінанси, страхування та нерухомість — 8,8 %.